# Stephan Harding
Pour les articles homonymes, voir Harding.
Stephan Harding, né le 8 juillet 1953 au Venezuela et mort le 3 septembre 2024 au Royaume-Uni, est un zoologiste britannique, spécialiste des sciences holistiques. Il enseigne la théorie Gaïa et l'écologie profonde au Schumacher College. Il a collaboré avec James Lovelock.

## Biographie
Venu à l'âge de 6 ans en Angleterre, Stephan Harding étudie à l'université de Durham puis fait son doctorat sur le comportement écologique du cerf muntjac à l'université d'Oxford.
Avant d'intégrer Durham, il  passe une année à la Sengwa Research Station au Zimbabwe (anciennement Rhodésie)[Selon qui ?] et travaille sur l'écologie du phacochère. Il participe à une expédition au Manu National Park au Pérou. Après ses études universitaires, il retourne au Venezuela où il devient assistant au Smithsonian Institute, étudiant la diversité des mammifères au sein de la forêt équatoriale.

## Publications
- Stephan Harding, Animate earth: science, intuition and gaia, Green Books, 2013 (ISBN 978-1-900322-54-6)